# 2MASS J09095749-0658186
2MASS J09095749-0658186 ist ein Brauner Zwerg im Sternbild Wasserschlange. Er wurde 1999 von Xavier Delfosse et al. entdeckt. Er gehört der Spektralklasse L0 an.